# Силвио Катор
Силвио Пол Катор (19 октомври 1900 г. – 21 юли 1952 г.) е хаитянски атлет, който е най-успешен в скока на дължина.

## Биография
Роден в Кавайон, Хаити, Катор е футболист, играл за атлетическия клуб „Триволи“ и състезателния клуб „Хаитиен“. Участва в летните олимпийски игри в Париж през 1924 г. в скока на височина, където завършва 15-и, и в дългия скок, където става 12-и.
На летните олимпийски игри през 1928 г. в Амстердам той печели сребърен медал в скока на дължина. Неговият резултат от 7,58 м е с 16 см по-малко от този на Едуард Хам, който печели златото. Месец по-късно, на 9 септември 1928 г., Силвио Катор подобрява двумесечния световен рекорд на Едуард Хам със скок от 7,93 м на олимпийския стадион през 1924 г. близо до Париж. Участва още веднъж в скока на дължина на игрите през 1932 г. в Лос Анджелис, където заема 9-о място.
От 2021 г. сребърният му медал е най-добрият резултат на хаитянски спортист на Олимпийските игри. Световният му рекорд на дълъг скок към 2021 г. все още е национален рекорд на Хаити.
През 1946 г. Катор е избран за кмет на Порт о Пренс. Стадион „Силвио Катор“, многофункционален стадион в този град, е кръстен на него и е завършен в годината на смъртта. През 1958 г. Хаити издава серия от седем марки в чест на Катор.